# Donald Smart
Donald Roddington "Don" Smart, född 7 januari 1942 i Taungoo, är en australisk före detta landhockeyspelare.
Smart blev olympisk silvermedaljör i landhockey vid sommarspelen 1968 i Mexico City.